# محمد ساليو كامارا
محمد ساليو كامارا (بالفرنسية: Mohamed Saliou Camara)‏ هو لاعب كرة قدم غيني، ولد في 5 أغسطس 1996.